# Lista de capítulos de Naruto (parte I)

Capa do primeiro tankōbon de Naruto.

Primeira parte do mangá Naruto de Masashi Kishimoto: abrange os primeiros 244 capítulos da série. Publicado pela editora Shueisha na revista Weekly Shōnen Jump desde novembro de 1999, teve os primeiros 244 capítulos compilados em 27 volumes lançados entre março de 2000 e abril de 2005. Corresponde, no anime, a primeira parte, Naruto. Nesta página, os capítulos estão listados por volume, ambos com seus respectivos títulos originais (volumes com seus títulos originais abaixo do traduzido e capítulos com seus títulos originais na coluna secundária) e há também um breve resumo de cada volume.
Além da publicação principal, entre novembro de 2008 e abril de 2009, a Shueisha lançou uma edição especial da Parte I compilando os 27 volumes originais em 8 edições intitulado Naruto Sōshūhen: Uzumaki Daikan (ＮＡＲＵＴＯ―ナルト―総集編　うずまき大巻).
No Brasil, é licenciado pela editora Panini Comics e teve os primeiros 27 volumes lançados entre maio de 2007 e julho de 2009. Foi também lançado em uma versão de bolso entre maio de 2010 e agosto de 2012. Atualmente, é publicado também numa edição de colecionador desde julho de 2015.[carece de fontes?] Em Portugal, é licenciado e publicado pela Editora Devir desde julho de 2013.

## Lista de volumes
| 1. Uzumaki Naruto!! (うずまきナルト!! Uzumaki Naruto!!) 2. Konohamaru!! (木ノ葉丸!! Konohamaru!!) 3. Uchiha Sasuke!! (うちはサスケ!! Uchiha Sasuke!!) 4. Hatake Kakashi!! (はたけカカシ!! Hatake Kakashi!!) 5. O Descuido é Seu Maior Inimigo!! (油断大敵!! Yudan Taiteki!!) 6. Apenas o Sasuke-kun...!! (サスケ君に限って…!! Sasuke-kun ni Kagitte...!!) 7. A Conclusão do Kakashi (カカシの結論 Kakashi no Ketsuron) |

| 1. Mesmo Assim Vocês Falharam!! (だから不合格だってんだ!! Dakara Fugōkaku Datten'da!!) 2. O Pior Cliente Possível (最悪の依頼人 Saiaku no Irainin) 3. 2 Já Foram (2匹目 Ni Hikime) 4. Desembarque...!! (上陸…!! Jōriku...!!) 5. Está Acabado!! (終わりだ!! Owari Da!!) 6. Eu Sou um Ninja!! (忍者だ!! Ninja Da!!) 7. Plano Secreto...!! (秘策…!! Hisaku...!!) 8. Sharingan Ressuscitado!! (蘇る写輪眼!! Yomigaeru Sharingan!!) 9. Você É!! (お前は誰だ!! Omae wa Dare Da!!) 10. Preparando-se para a Batalha!! (戦いの準備!! Tatakai no Junbi!!) |

| 1. O Treinamento Começa (修業開始 Shūgyō Kaishi) 2. Símbolo de Coragem ( 勇気の象徴 Yūki no Shōchō) 3. O País que Tinha um Herói...!! (英雄のいた国…!! Eiyū no Ita Kuni...!!) 4. Encontro na Floresta...!! (森の中の出会い…!! Mori no Naka no Deai...!!) 5. Aparece um Rival!! (強敵出現!! Kyōteki Shutsugen!!) 6. 2 Ataques Surpresa...!! (2つの急襲…!! Futatsu no Kyūshū...!!) 7. Agilidade!! (スピード!! Supīdo!!) 8. Pelo Bem dos Sonhos...!! (夢の為に…!! Yume no Tame ni...!!) 9. Sharingan Esmigalhado...!! (写輪眼]]崩し…!! Sharingan Kuzushi...!!) 10. O Despertar....!! (覚醒…!! Mezame...!!) |

| 1. Kyuubi...!! (九尾…!! Kyūbi...!!) 2. Uma Pessoa Importante...!! (大切な人…!! Taisetsu na Hito...!!) 3. Seu Futuro é...!! (お前の未来は…!! Omae no Mirai wa...!!) 4. Suas Próprias Batalhas...!! (それぞれの戦い…!! Sorezore no Tatakai...!!) 5. Uma Ferramenta Chamada Shinobi (忍という名の道具 Shinobi to iu Na no Dōgu) 6. A Ponte de Heróis!! (英雄の橋!! Eiyū no Hashi!!) 7. Intrusos!? (侵入者!? Shin'nyūsha!?) 8. Iruka VS Kakashi!? (イルカVSカカシ!? Iruka VS Kakashi!?) 9. A Depressão de Sakura!! (サクラの憂鬱!! Sakura no Yū'utsu!!) |

| 1. O Pior Parte para Cima...!! (最悪の相性…!! Saiaku no Aishō...!!) 2. Começa...!! (START…!!) 3. Desafiadores!! ( 挑戦者たち!! Chōsensha-tachi!!) 4. O Primeiro Teste!! (第一の試験!! Daīchi no Shiken!!) 5. O Sussurro do Demônio...!? (悪魔の囁き…!? Akuma no Sasayaki...!?) 6. A Batalha de Cada um...!! (それぞれの闘い…!! Sorezore no Tatakai...!!) 7. A Décima Questão...!! (第10問目…!! Daijū Monme...!!) 8. Habilidade Testada...!! (試された資質…!! Tamesareta Shishitsu...!!) 9. O Segundo Teste!! (第二の試験!! Daini no Shiken!!) |

| 1. O Código é...!! (合言葉は…!! Aikotoba wa...!!) 2. Predador!! (捕食者!! Hoshokusha!!) 3. O Propósito é...!! (その目的は…!! Sono Mokuteki wa...!!) 4. Covarde...!! (臆病者…!! Okubyōmono...!!) 5. Eu Devo...!! (私が…!! Watashi ga...!!) 6. A Besta Bonita...!! (美しき野獣…!! Utsukushiki Yajuu...!!) 7. Condição de Uso!! (使用の条件!! Shō no Jōken!!) 8. A Decisão de Sakura!! (サクラの決意!! Sakura no Ketsui!!) 9. Sakura e Ino (サクラといの Sakura to Ino) |

| 1. A Guerra de Todos...!! (全面戦争…!! Zenmen Sensō...!!) 2. Poder Conhecido...!! (与えられし力…!! Ataerareshi Chikara...!!) 3. 10 Horas Mais Cedo (10時間前 Jū Jikan Mae) 4. Testemunhas...!! (目撃者…!! Mokugekisha...!!) 5. Tragédia na Areia!! (砂の惨劇!! Suna no Sangeki!!) 6. Última Chance...!! (ラストチャンス…!! Rasuto Chansu...!!) 7. O Caminho a Ser Seguido...!! (進むべき道…!! Susumubeki Michi...!!) 8. Encurralados como Ratos...!! (袋のネズミ…!! Fukuro no Nezumi...!!) 9. A Outra Face (もう一つの顔 Mō Hitotsu no Kao) |

| 1. A Mensagem do Hokage...!! (火影の伝令…!! Hokage no Denrei...!!) 2. Batalha Pela Vida!! (命懸けの戦い!! Inochigake no Tatakai!!) 3. O Pedido de Sakura (サクラの勧告 Sakura no Kankoku) 4. Habilidade Oposta!! (異端なる能力!! Itan Naru Nōryoku!!) 5. O Sangue Uchiha!! (うちはの血!! Uchiha no Chi!!) 6. O Visitante Assustador!! (恐怖の訪問者!! Kyōfu no Hōmonsha!!) 7. Aquele que Irá Morrer é...!? (死ぬのは…!? Shinu no wa...!?) 8. Uma Parede Muito Alta...!! (高すぎる壁…!! Takasugiru Kabe...!!) 9. Rivalidade...!! (拮抗…!! Kikkō...!!) |

| 1. Anúncio de Derrota...!? (敗北宣言…!? Haiboku Sengen...!?) 2. A Sexta Luta... e Então!! (第六回戦…そして!! Dairoku Kaisen... Soshite!!) 3. O Crescimento de Naruto...!! (ナルトの成長…!! Naruto no Seichō...!!) 4. O Contre-Ataque de Kiba!! O Contra-Ataque de Naruto!!? (キバの逆転!! ナルトの逆転 !!? Kiba no Gyukuten!! Naruto no Gyukuten!!?) 5. O Truque de Naruto!! (ナルトの奇策!! Naruto no Kisaku!!) 6. Neji e Hinata (ネジとヒナタ Neji to Hinata) 7. O Clã Hyuuga (日向一族 Hyūga Ichizoku) 8. Ultrapassar o Limite... (限界を超えて… Genkai o Koete...) 9. Gaara VS... (我愛羅VS… Gaara VS...) |

| 1. O Segredo de Lee!! (リーの秘密!! Rī no Himitsu!!) 2. A Defesa Absoluta Desmoronou!? (絶対防御・崩壊!? Zettai Hōgyo, Hōkai!?) 3. O Gênio do Trabalho Duro...!! (努力の天才…!! Doryoku no Tensai...!!) 4. Agora...!! (今こそ…!! Ima Koso...!!) 5. Um Ninja Esplêndido...!! (立派な忍者…!! Rippa na Ninja...!!) 6. Preliminares Concluídas...!! (予選終了…!! Yosen Shūryō...!!) 7. Onde Está Sasuke...!? (サスケは…!? Sasuke wa...!?) 8. O Pedido de Naruto...!! (ナルトのお願い…!! Naruto no Onegai...!!) 9. E o Treinamento!? (修業どーすんだ!? Shūgyō Dōsun'da!?) |

| 1. A Aplicação do Discípulo!? (弟子入り志願!? Deshi'iri Shigan!?) 2. Folha e Som e Areia e...!! (木ノ葉と音と砂と…!! Konoha to Oto to Suna to...!!) 3. A Paixão... de Cada um!! (熱情…それぞれ!! Netsujō... Sorezore!!) 4. A Chave...!! (鍵…!! Kagi...!!) 5. A Reunião...!! (邂逅…!! Kaikō...!!) 6. O Intruso Imprevisto!! (突然の来訪者!! Totsuzen no Raihōsha!!) 7. Razão para Existir...!! (在り続ける理由!! Ari Tsuzukeru Wake!!) 8. Uma Falha Orgulhosa!! (誇り高き失敗者!! Hokori Takaki Shippaisha!!) 9. O Evento Principal Começa...!! (本線、開始っ…!! Honsen, Kaishi...!!) |

| 1. Preparado para Morrer...!! (玉砕覚悟!! Gyokusai Kakugo!!) 2. O Outro...!! (もう一つの…!! Mō Hitotsu no...!!) 3. O Pássaro Engaiolado...!! (籠の中の鳥…!! Kago no Naka no Tori...!!) 4. Perdedor!! (落ちこぼれ!! Ochigobore!!) 5. O Poder para Mudar...!! (変える力…!! Kaeru Chikara...!!) 6. O Grande Vôo!! (大いなる飛翔!! Ōi Naru Hishō!!) 7. Sasuke Falha...!? (サスケ失格…!? Sasuke Shikkaku...!?) 8. O Garoto sem Espírito de Luta!! (やる気ゼロの男!! Yaruki Zero no Otoko!!) 9. Premonição de Vitória...!? (勝利への伏線…!? Shōri e no Fukasen...!?) |

| 1. A Dança da Folha...!! (木の葉、舞い…!! Konoha, Mai...!!) 2. Finalmente...!! (いよいよ…!! Iyo Iyo...!!) 3. Sasuke VS Gaara!! (サスケVS我愛羅!! Sasuke VS Gaara!!) 4. O Taijutsu do Sasuke...!! (サスケの体術…!! Sasuke no Taijutsu...!!) 5. Razão para o Atraso...!! (遅刻の理由…!! Chikoku no Ryū...!!) 6. Ataque...!! (強襲…!! Kyōshū...!!) 7. Exame Chuunin, Conclusão...!! (中忍試験、終了…!! Chūnin Shiken, Shūryō...!!) 8. O Desmoronamento da Folha...!! (木の葉崩し…!! Konoha Kuzushi...!!) 9. A Missão Determinada...!! (下された任務…!! Kudasareta Ninmu...!!) |

| 1. Atrasando...!! (足止め…!! Ashidome...!!) 2. O Plano da Isca...!! (オレの人生…!! Ore no Jinsei...!!) 3. Hokage VS Hokage!! (火影VS火影!! Hokage VS Hokage!!) 4. Experiência Terrível...!! (恐るべき実験…!! Osorubeki Jikken...!!) 5. O Herdeiro da Determinação!! (受け継がれてゆく意志!! Uketsugarete Yuku Ishi!!) 6. O Selamento Final (最後の封印 Saigo no Fūin) 7. A Batalha Eterna...!! (永遠なる闘い…!! Eien Naru Tatakai...!!) 8. O Despertar...!! (目覚めの時…!! Mezame no Toki...!!) 9. Descuidado...!! (油断…!! Yudan...!!) |

| 1. Sentindo-se Vivo...!! (生の実感…!! Sei no Jikkan...!!) 2. Além dos Limites...!! (限界を超えて…!! Genkai o Koete...!!) 3. Dor...!! (痛み…!! Itami...!!) 4. Amor...!! (愛情…!! Aijō...!!) 5. Um Nome Chamado Gaara...!! (我愛羅という名…!! Gaara to iu Na...!!) 6. Os Dois... Escuridão e Luz (二人…闇と光 Futari... Yami to Hikari) 7. Caras Fortes...!! (強き者…!! Tsuyokimono...!!) 8. Manual Ninja do Naruto!! (ナルト忍法帖!! Naruto Ninpōchō!!) 9. Luta Tempestuosa!!! (嵐の如き戦い!! Arashi no Gotoki Tatakai!!) |

| 1. O Golpe Final...!! (最後の一撃…!! Saigo no Ichigeki...!!) 2. O Shinobi da Folha...!! (木ノ葉の忍…!! Konoha no Shinobi...!!) 3. Desmoronamento da Folha, Fim!! (木ノ葉崩し、終結!! Konoha Kuzushi, Shūketsu!!) 4. O Nome dessa Pessoa é...!! (その者の名は…!! Sono Mono no Na wa...!!) 5. Contato...!! (接近…!! Sekkin...!!) 6. Uchiha Itachi!! (うちはイタチ!! Uchiha Itachi!!) 7. Kakashi VS Itachi (カカシVSイタチ Kakashi VS Itachi) 8. O Legado do Yondaime!! (四代目の遺産!! Yondaime no Isan!!) 9. Os Perseguidores (追跡者 Tsuisekisha) |

| 1. Memória do Desespero (絶望の記憶 Zetsubō no Kioku) 2. Junto com o Ódio...!! (憎悪とともに…!! Zō'o to Tomo ni...!!) 3. É Minha Luta!! (オレの戦い!! Ore no Tatakai!!) 4. O Poder de Itachi!! (イタチの能力!! Itachi no Chikara!!) 5. A Lendária...!! (伝説の…!! Densetsu no...!!) 6. Começo do Treinamento...!? (修行開始…!? Shūgyō Kaishi...!?) 7. Chance...!! (きっかけ…!! Kikkake...!!) 8. Segundo Estágio (第二段階 Daini Dankai) 9. Exploradores!! (捜索者たち!! Sōsakusha-tachi!!) |

| 1. Chegada...!! (到達…!! Dōtatsu...!!) 2. Terceiro Estágio (第三段階 Daisan Dankai) 3. A Oferta (取り引き Torihiki) 4. A Resposta é...!? (答えは…!? Kotae wa...!?) 5. Não te Esquecerei...!! (許さねぇ…!! Yurusane...!!) 6. A Aposta...!! (賭け…!! Kake...!!) 7. O Colar da Morte...!! (死の首飾り…!! Shi no Kubikazari...!!) 8. A Decisão da Tsunade!! (綱手の決意!! Tsunade no Ketsui) 9. Coração Vulnerável...!! (抗えぬ心…!! Aragaenu Kokoro...!!) |

| 1. Aquele que se Recusa a Cair...!! (朽ちぬもの…!! Kuchinu Mono...!!) 2. Ninja Médico!! (医療忍者!! Iryo Ninja) 3. Naruto, Ataca!! (ナルト、突撃っ!! Naruto, Totsugeki!!) 4. Talentos de um Shinobi...!! (忍の才能…!! Shinobi no Sainō...!!) 5. Como Prometido...!! (約束通り…!! Yakusoku Dōri...!!) 6. Mais uma Vez (もう一度だけ Mō Ichido Dake) 7. Apostando a Vida...!! (命を懸ける…!! Inochi o Kakeru...!!) 8. A Batalha dos Três Ninjas Lendários!! (三竦みの攻防!! Sansukumi no Kōbō!!) 9. O Herdeiro (受け継ぐ者 Uketsugumono) |

| 1. O Retorno (帰郷 Kikyō) 2. A Aflição Deles (苦悩する者たち Kunōsurumono-tachi) 3. Os Pensamentos de Cada um...! (想い、それぞれ…! Omoi, Sorezore...!) 4. Naruto VS Sasuke!! (ナルトVSサスケ!! Naruto VS Sasuke!!) 5. Aqueles que São Rivais (ライバルというもの Raibaru to iu Mono) 6. Os Quatro Ninjas do Som (音の四人衆 Oto no Yoninshuu) 7. O Convite do Som...!! (音の誘い…!! Oto no Izanai...!!) 8. Nunca se Esqueça...!! (忘れるな…!! Wasureruna...!!) 9. É uma Promessa!! (約束だ!! Yakusoku Da!!) |

| 1. O Começo da Luta...!! (闘いの始まり…!! Tatakai no Hajimari...!!) 2. A Reunião!! (集結!! Shūketsu!!) 3. A Promesa de Vida (一生の約束 Isshō no Yakusoku) 4. Som VS Folha!! (音VS木ノ葉!! Oto VS Konoha!!) 5. Perseguindo o Som...!! (音を追え…!! Oto o Oe...!!) 6. Missão... Falhada!? (作戦…失敗!? Sakusen... Shippai!?) 7. Implorando por Misericórdia...!! (命乞い…!! Inochigoi...!!) 8. Shinobis da Folha Oculta (木ノ葉隠れの忍...!! Konohagakure no Shinobi) 9. O Poder da Fé...!! (信じる力…!! Shinjiru Chikara...!!) 10. Imperdoável!! (許せない!! Yurusenai!!) |

| 1. Amigos...!! (仲間…!! Nakama...!!) 2. Plano...!! (段取り…!! Dandori...!!) 3. Game Over (ゲームオーバー Gēmu Ōbā) 4. Proibições (さぐりあい Saguriai) 5. Estratégia...!! (攻略法…!! Kōryaku Hō...!!) 6. O Adversário Mais Forte!! (一番強い敵!! Ichiban Tsuyoi Teki!!) 7. Preparado para Morrer!! (決死の覚悟!! Kesshi no Kakugo!!) 8. Reencarnação...!! (転生…!! Tensei...!!) 9. Desejo...!! (願望…!! Ganbō...!!) |

| 1. Estava Calculado...!! (計算通り…!! Keisan Dōri...!!) 2. Erro de Cálculo...!! (計算違い…!! Keisan Chigai...!!) 3. Os Três Desejos!! (三つの願い!! Mittsu no Negai!!) 4. O Segredo do Sakon (左近の秘密 Sakon no Himitsu) 5. As Habilidades do Ukon (右近の能力 Ukon no Nōryoku) 6. A Decisão de Kiba!! (キバの決意!! Kiba no Ketsui!!) 7. Sofrimento...!! (苦境…!! Kukyō...!!) 8. A Queda da Torre (飛車角落ち Hisha Kakuochi) 9. O Primeiro Ataque é Simulado!! (一手目はフェイク!! Itteme wa Feiku!!) |

| 1. Chegam os Reforços!! (助っ人、参上!! Suketto, Sanjō!!) 2. O Segredo de Lee!! (リーの秘密!! Rī no Himitsu!!) 3. Imprevisível...!! (変則的…!! Hensokuteki...!!) 4. Perigo - Perigo - Perigo!! (ピンチ・ピンチ・ピンチ!! Pinchi - Pinchi - Pinchi!!) 5. Uma Grande Dívida...!! (大きな借り…!! Ōki na Kari...!!) 6. Retirada Temporária...!! (いったん退いて…!! Ittan Hiite...!!) 7. Sabaku no Gaara (砂漠の我愛羅 Sabaku no Gaara) 8. Lança e Escudo...!! (矛と盾…!! Hoku to Tate...!!) 9. Para Alguém Importante (大切な者の為に Taisetsu na Mono no Tame ni) |

| 1. Companheiros da Folha!! (木ノ葉の仲間!! Konoha no Nakama!!) 2. Futuro e Passado (未来と過去 Mirai to Kako) 3. Irmão Maior e Irmão Menor (兄と弟 Aniki to Otōto) 4. Um Irmão Fora de Alcance (遠すぎる兄 Tōsugiru Ani) 5. Acusando o Itachi (イタチの疑惑 Itachi no Giwaku) 6. Sasuke e seu Pai (サスケと父 Sasuke to chichi) 7. Aquele Dia...!! (その日…!! Sono Hi...!!) 8. Dentro da Escuridão...!! (闇の中…!! Yami no Naka...!!) 9. Para Meu Querido Amigo...!! (親しき友に…!! Shitashiki Tomo ni...!!) |

| 1. Chidori VS Rasengan!! (千鳥VS螺旋丸!! Chidori VS Rasengan!!) 2. O Pressentimento de Kakashi (カカシの予感 Kakashi no Yokan) 3. Vínculos...!! (繋がり…!! Tsunagari...!!) 4. O Momento do Despertar!! (目醒めの時!! Mezame no Toki!!) 5. Poder Especial!! (特別な力!! Tokubetsu na Chikara!!) 6. O Vale do Fim (終末の谷 Shūmatsu no Tani) 7. A Pior Conlusão...!! (最悪の結末…!! Saiaku no Ketsumatsu...!!) 8. O Dia da Separação...!! (別れの日…!! Wakare no Hi...!!) 9. Missão Fracassada...!! (任務失敗…!! Ninmu Shippai...!!) |

| 1. A Promessa Quebrada (守れなかった約束 Mamorenakatta Yakusoku) 2. Idiota...!! (馬鹿…!! Baka...!!) 3. O Dia da Partida!! (旅立ちの日!! Tabidachi no Hi!!) 4. Kakashi Gaiden 01: O Início da Missão...!! (カカシ外伝其ノ一:任務開始…!! Kakashi Gaiden sono Ichi: Misshon Sutāto...!!) 5. Kakashi Gaiden 02: Trabalho em Equipe!! (カカシ外伝其ノ二:チームワーク!! Kakashi Gaiden sono Ni: Chīmu Wāku!!) 6. Kakashi Gaiden 03: Um Herói de Verdade (カカシ外伝其ノ三:本当の英雄!! Kakashi Gaiden sono San: Hontō no Eiyū!!) 7. Kakashi Gaiden 04: Ninja Imaturo (カカシ外伝其ノ四:泣き虫忍者 Kakashi Gaiden sono Yon: Nakimushi Ninja) 8. Kakashi Gaiden 05: Presente (カカシ外伝其ノ五:プレゼント Kakashi Gaiden sono Go: Purezento) 9. Kakashi Gaiden Final: Os Heróis do Sharingan (カカシ外伝最終話:写輪眼の英雄 Kakashi Gaiden Saishūwa: Sharingan no Eiyū) |